# Lente de foco fijo

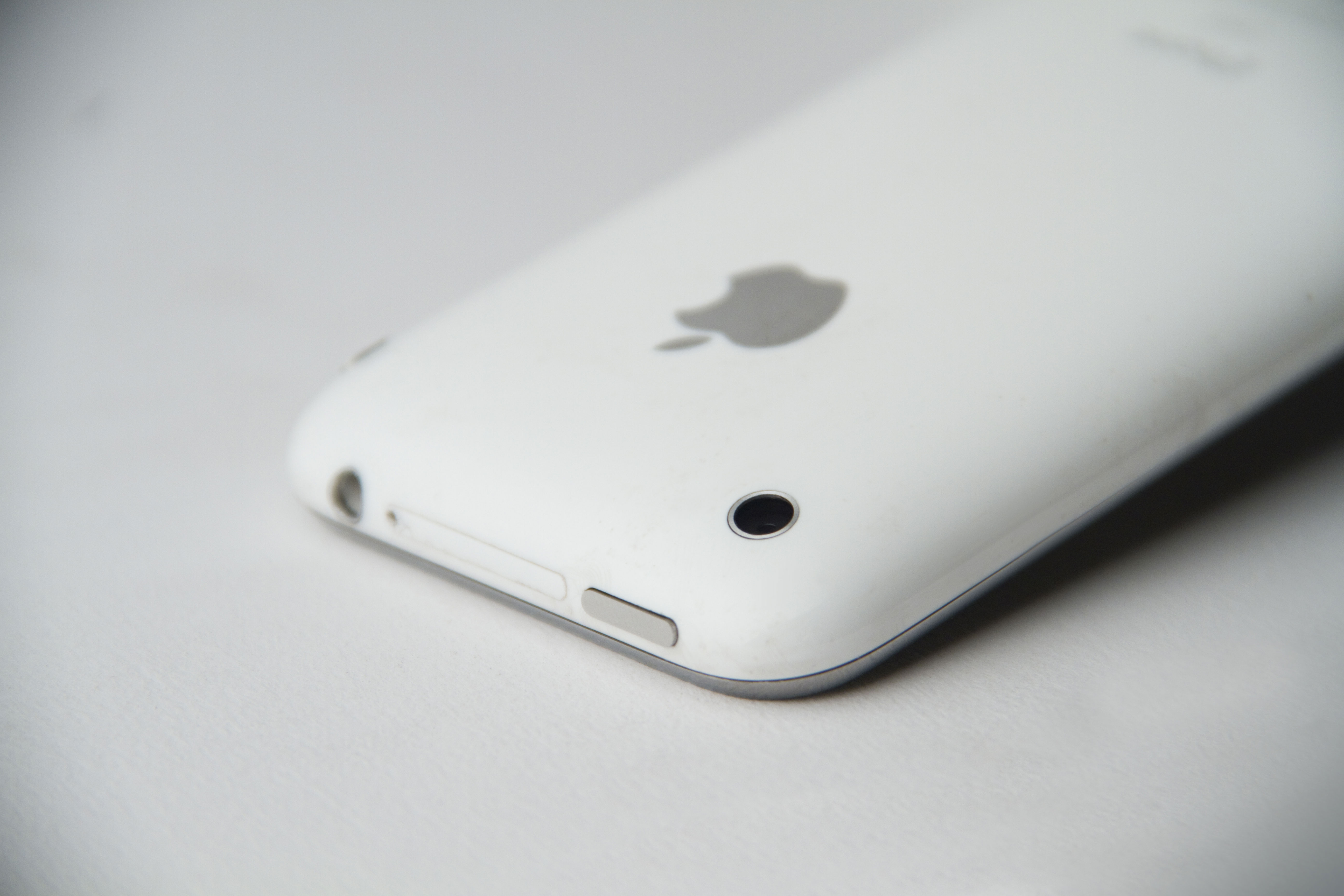
Parte trasera de un iPhone 3G, mostrando su lente pequeña de foco fijo

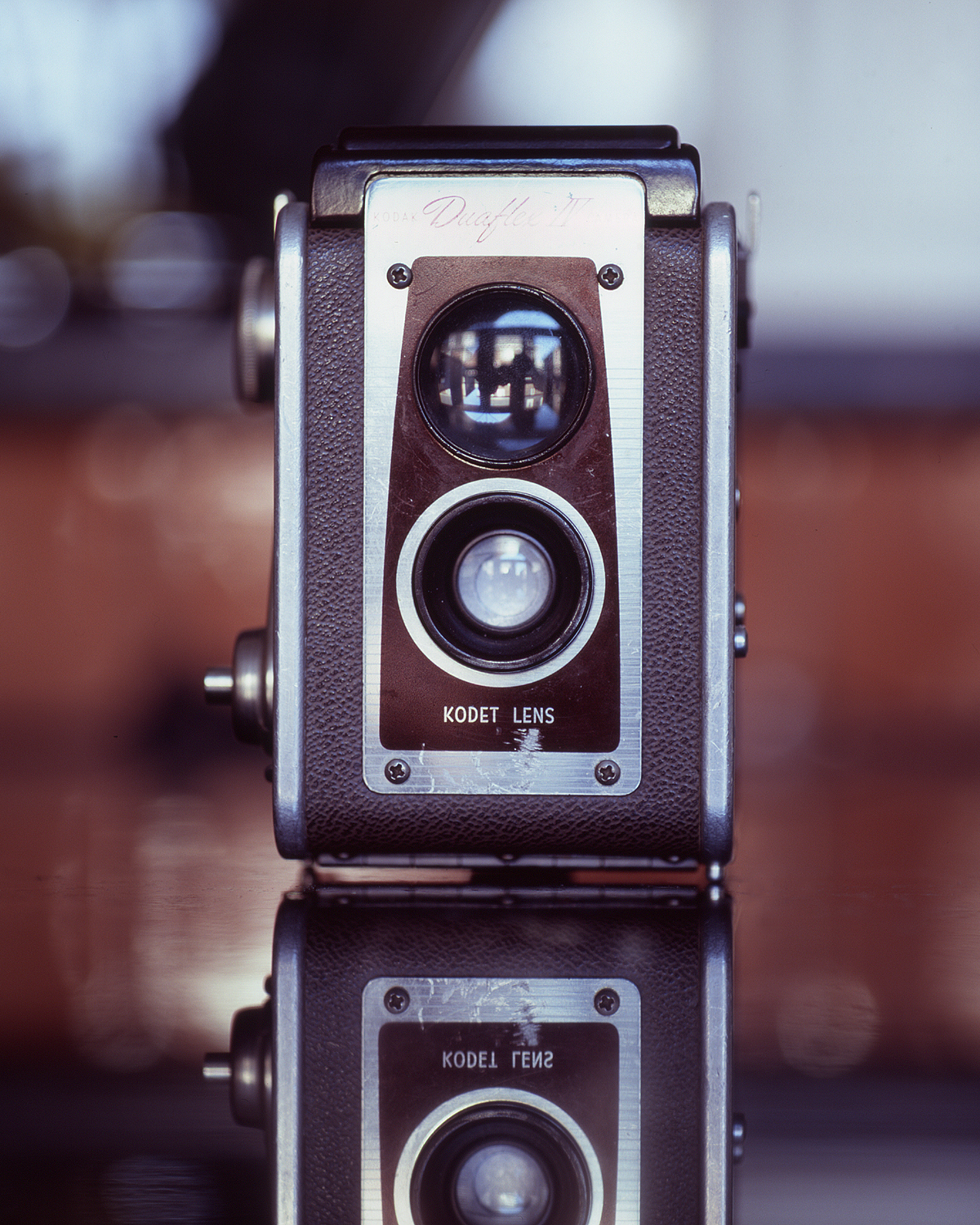
Cámara de enfoque fijo de formato medio de mediados del siglo XX

Un lente de enfoque fijo o sin enfoque es una lente fotográfica para la que el enfoque no es ajustable se denomina . El enfoque se establece en el momento del diseño de la lente y permanece fijo. Por lo general, se establece en la distancia hiperfocal, de modo que la profundidad de campo varía desde la mitad de esa distancia hasta el infinito, lo cual es aceptable para la mayoría de las cámaras utilizadas para capturar imágenes de humanos u objetos de más de un metro.
En lugar de tener un método para determinar la distancia de enfoque correcta y ajustar la lente a ese punto focal, una lente de enfoque fijo se basa en una profundidad de campo suficiente para producir imágenes aceptablemente nítidas. La mayoría de las cámaras con lentes sin enfoque también tienen una apertura relativamente pequeña, lo que aumenta la profundidad de campo. Las cámaras de enfoque fijo con profundidad de campo extendida (EDOF) a veces se conocen como cámaras de enfoque completo .

## Concepto
Para alcanzar una distancia focal mínima, la apertura y la distancia focal de la lente se reducen (una lente gran angular lenta), para hacer que la distancia hiperfocal sea pequeña. Esto permite que la profundidad de campo se extienda desde una distancia corta hasta el infinito.
Una desventaja de esto es que habrá una reducción en la luz que llegará a la película o al sensor a través de la pequeña apertura, ya que la apertura más estrecha deja entrar menos luz. Eso significa que este tipo de lentes generalmente no son adecuados para objetos que se mueven rápidamente y que requieren tiempos de exposición cortos para congelar el movimiento; consultar la velocidad de la lente. La cantidad de luz recolectada se puede aumentar abriendo el ángulo de visión, emprando una distancia focal aún más corta, lo que da como resultado una objetivo gran angular. Los teleobjetivos no son factibles a una velocidad de lente razonable.
La ventaja de este diseño es que se puede producir muy económicamente, más que los sistemas de enfoque automático o enfoque manual . El sistema también es eficazmente automático; el fotógrafo no debe preocuparse por el punto focal de una escena dada. Los lentes de foco fijo no pueden producir primeros planos nítidos o imágenes de objetos que son solo una fracción de la distancia hiperfocal de la cámara que, dependiendo de factores que incluyen el tamaño de la cámara, pueden estar entre 2,4 y 3,7 metros.
El enfoque fijo puede ser una alternativa más económica que el enfoque automático, que requiere componentes electrónicos, partes móviles y energía. Dado que las lentes de foco fijo no requieren intervención del operador, son adecuadas para su uso en cámaras diseñadas para ser económicas, o para operar sin energía eléctrica como en las cámaras desechables, o en 35 de gama baja. Cámaras de apuntar y disparar de película mm, o en cámaras que ofrecen una operación simple. Suelen ser lentes gran angular con apertura fija, y las cámaras con estos lentes generalmente usan un visor para la composición.
Son especialmente adecuadas las lentes de foco fijo para cámaras CCD de baja resolución como las que se encuentran en cámaras web, cámaras de vigilancia y teléfonos con cámara, porque la baja resolución del sensor de imagen permite un enfoque suelto en el CCD sin una pérdida notable de calidad de imagen. Esto crea un círculo de confusión más grande y una distancia hiperfocal más pequeña.
Las cámaras especiales como Agiflite se utilizan para situaciones como la fotografía aérea desde un avión. Debido a que el suelo está lejos de la cámara, no es necesario ajustar el enfoque. Las cámaras de campo de luz usan lentes de enfoque fijo, ya que el enfoque se puede establecer cuando se muestra la imagen. por 35 mm, se han fabricado algunas lentes de foco fijo súper anchas.